# Varen, Valais
Varen (walsertyska: Faru, franska: Varone lyssna (fil)) är en ort och kommun i distriktet Leuk i kantonen Valais i Schweiz. Kommunen har 691 invånare (2023).